# Anabasis
Para dos obras de nombre similar, véase Anábasis.
Anabasis es un género de plantas fanerógamas de la familia Amaranthaceae (amarantáceas). Comprende 99 especies descritas y de estas, solo 29 aceptadas.

## Descripción
Son hierbas perennes o arbustos, suculentos, con tallos articulados y opuestos, a menudo reducidas las hojas como escamas. Flores bisexuales, por lo general solitarias, axilares, subtendidas por 2, bractéolas pubescentes, cortas, están dispuestas en espigas laterales y terminales, los segmentos del perianto son 5, estambres 5, alternando con los lóbulos 5 staminodales. Utrículo membranoso, a veces una baya, incluido en el perianto alado; semillas verticales, comprimidas, lenticulares, ex albuminosa con testa membranosa y el embrión espiral.

## Distribución y hábitat
El género Anábasis se distribuye desde el suroeste de Europa y el Norte de África hasta la costa del mar Rojo (Etiopía) y se extiende al suroeste y Asia Central. Asia es la región con la mayor variación morfológica. Las especies crecen en las estepas y semidesiertos.

## Taxonomía
El género fue descrito por  Carlos Linneo y publicado en Species Plantarum 1: 223. 1753. La especie tipo es: Anabasis aphylla L. 

## Especies seleccionadas
- Anabasis aphylla L.
- Anabasis aretioides Moq. & Coss.
- Anabasis articulata (Forssk.) Moq.
- Anabasis brevifolia C. A. Mey.
- Anabasis brachiata Fisch. & C. A. Mey.
- Anabasis calcarea (Charif & Aellen) Bokhari & Wendelbo
- Anabasis cretacea  Pall.
- Anabasis ebracteolata  Korov. ex Botsch.
- Anabasis ehrenbergii  Schweinf. ex Boiss.
- Anabasis elatior  (C. A. Mey.) Schrenk
- Anabasis eriopoda  (Schrenk) Benth. ex Volkens
- Anabasis eugeniae  Iljin
- Anabasis ferganica  Drob.
- Anabasis gypsicola  Iljin
- Anabasis haussknechtii  Bunge ex Boiss.
- Anabasis iranica  Iljin
- Anabasis jaxartica  (Bunge) Benth. ex Volkens
- Anabasis lachnantha  Aellen & Rech. f.
- Anabasis macroptera  Moq.
- Anabasis oropediorum  Maire
- Anabasis paucifolia  M. Pop. ex Iljin
- Anabasis pelliotii  Danguy
- Anabasis prostrata  Pomel.
- Anabasis salsa  (C. A. Mey.) Benth. ex Volkens
- Anabasis syriaca  Iljin
- Anabasis tianschanica  Botsch.
- Anabasis truncata  (Schrenk) Bunge
- Anabasis turgaica  Iljin & Krasch.
- Anabasis turkestanica  Iljin & Korov.